# Ђ
Ђ, ђ (cursiva: Ђ, ђ) -dje- es una letra del alfabeto cirílico, sexta en el alfabeto cirílico serbio.

## Orígenes
Fue adaptada por Vuk Stefanović Karadžić a partir de la letra ћ.

## Uso
Es usada en el idioma serbio para representar el sonido /ʥ/, una consonante sonora alveolo-palatal africada, similar a la "j" en inglés. 
Ђ se corresponde a Đ/đ en el alfabeto latino serbio, y así es transliterada, aunque a veces es transliterada (pero ello es considerado incorrecto por la mayoría) como dj. En el macedonio la letra Ѓ es considerada la equivalente a Ђ.

## Tabla de códigos
| Codificación de caracteres | Tipo      | Decimal | Hexadecimal | Octal  | Binario             |
| -------------------------- | --------- | ------- | ----------- | ------ | ------------------- |
| Unicode                    | mayúscula | 1026    | 0402        | 002002 | 0000 0100 0000 0010 |
| Unicode                    | minúscula | 1106    | 0452        | 002122 | 0000 0100 0101 0010 |
| ISO 8859-5                 | mayúscula | 162     | A2          | 242    | 1010 0010           |
| ISO 8859-5                 | minúscula | 242     | F2          | 362    | 1111 0010           |
| KOI 8                      | mayúscula | 177     | B1          | 261    | 1011 0001           |
| KOI 8                      | minúscula | 161     | A1          | 241    | 1010 0001           |
| Windows 1251               | mayúscula | 128     | 80          | 200    | 1000 0000           |
| Windows 1251               | minúscula | 144     | 90          | 220    | 1001 0000           |
Sus códigos HTML son: &#1026 o &#x402 para la mayúscula o &#1106; o &#x452; para la minúscula.